# ریما فقیه
ریما فقیه(به انگلیسی: Rima Fakih) (زاده ۲۲ سپتامبر ۱۹۸۵) بازیگر، مدل، ملکه زیبایی و کشتی‌گیر حرفه‌ای سابق آمریکایی-لبنانی است. او در سال ۲۰۱۰ ملکه زیبایی ایالات متحده آمریکا شد و نخستین دختر مسلمانی بود که به این عنوان دست یافت. پیشتر نیز او عنوان ملکه زیبایی میشیگان را به دست آورده بود. او به نمایندگی از آمریکا در مراسم دوشیزه جهان ۲۰۱۰ در لاس وگاس شرکت کرد اما مقامی کسب نکرد.

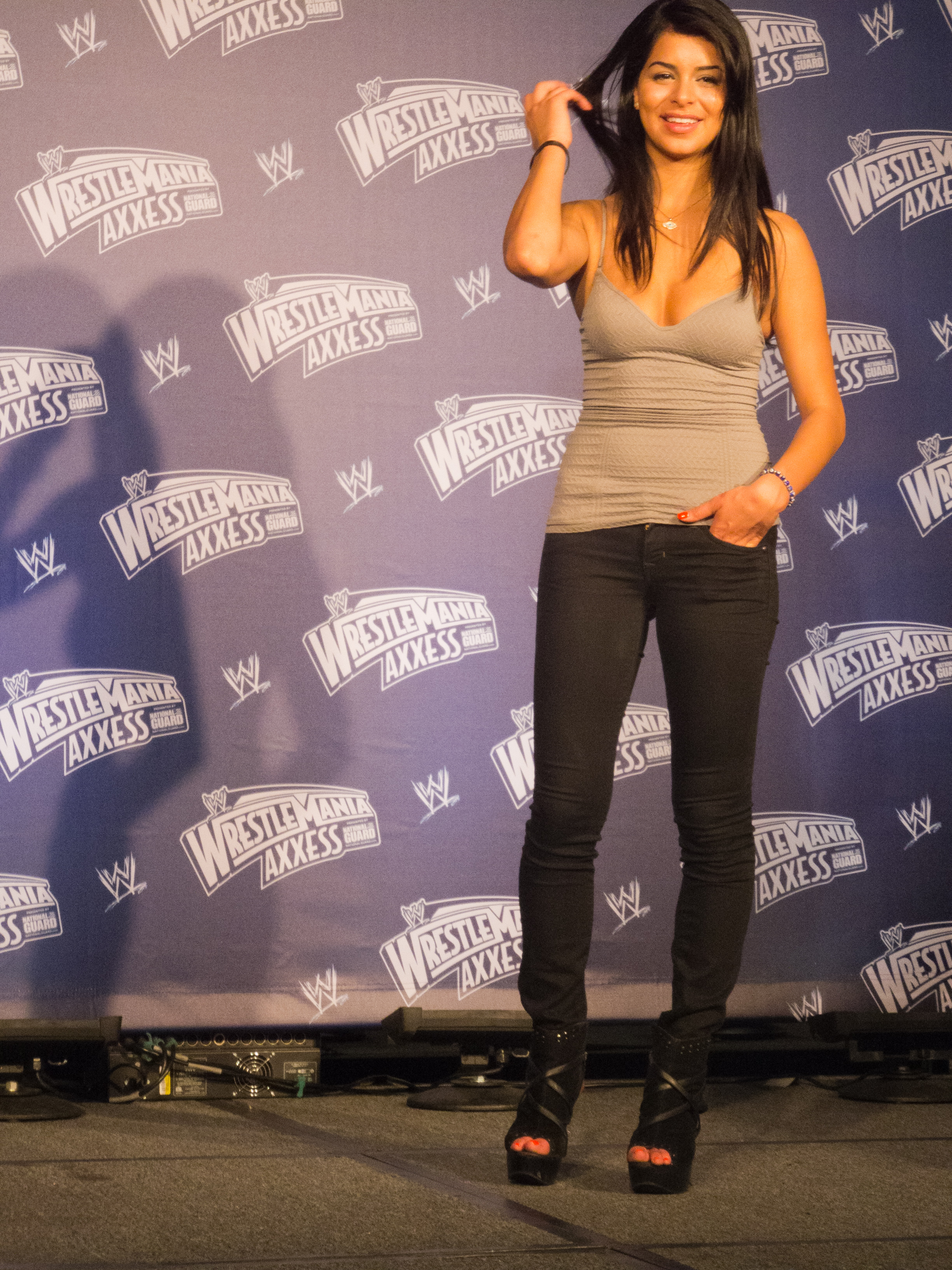
ریما فقیه

## زندگی‌نامه
ریما فقیه از یک خانواده شیعه و متولد روستای صریفا در استان نبطیه در جنوب لبنان است. پدرش حسین و مادرش نادیا نام دارند. خانواده فقیه در سال ۱۳۷۲ به دلیل ناامنی‌های لبنان در نتیجه جنگ‌های داخلی این کشور، از صریفا به جامایکا و سپس در کودکی به همراه خانواده‌اش به نیویورک در ایالات متحده آمریکا مهاجرت کردند و در یک دبیرستان مسیحی مشغول به تحصیل شد. پدرش یک ابتدا یک رستوان لبنانی تأسیس کرد. اما ۱۰ سال بعد و در پی حوادث ۱۱ سپتامبر، رستوران را فروخت و به شهر دیربورن در ایالت میشیگان رفت.

## زندگی شخصی
در ۲۰۱۶ اعلام کرد که به دین مسیحیت گرویده و قرار است توسط پطر مارونی‌های لبنان، به ازدواج نامزدش در آید. او در مصاحبه با روزنامه هافینگتن پست گفت: «این تصمیم را پس از نامزدی با وسیم صلیبی، تهیه کننده آمریکایی لبنانی الاصل گرفته است.» تغییر دین ریما فقیه، بازتاب زیادی در رسانه‌های عربی داشت.